# 克羅斯鎮區 (阿肯色州卡羅爾縣)
克羅斯鎮區（英語：Cross Township）是位於美國阿肯色州卡羅爾縣的一個行政鎮區。

## 地方資料
根據2010年美國人口普查的數據，克羅斯鎮區的面積為39.78平方千米，當中陸地面積為39.72平方千米，而水域面積為0.06平方千米。當地共有人口284人，而人口密度為每平方千米7人。